# 高砂市立伊保小学校
高砂市立伊保小学校（たかさごしりつ いほしょうがっこう）は、兵庫県高砂市伊保東一丁目にある公立小学校。

## 沿革
- 1877年（明治10年） - 4校が合併し、渚井役場跡に渚井小学校を開校。
- 1883年（明治16年）6月10日 - 現在地に移転。移転した日を創立記念日とする。
- 1887年（明治20年） - 伊保崎簡易小学校と改称。
- 1891年（明治24年） - 伊保崎尋常小学校と改称。
- 1893年（明治26年） - 伊保尋常小学校と改称。
- 1901年（明治34年） - 高等科を設置。伊保尋常高等小学校と改称。
- 1910年（明治43年） - 中筋尋常小学校を合併し、中筋分教場とする。
- 1941年（昭和16年）4月1日 - 国民学校令により、伊保村立伊保国民学校と改称。
- 1947年（昭和22年） - 伊保村立伊保小学校を設立。
- 1954年（昭和29年）7月1日 - 町村合併により、高砂市立伊保小学校と改称。
- 1970年（昭和45年）4月 - 中筋分教場を高砂市立中筋小学校として分離。
- 1982年（昭和57年）4月1日 - 高砂市立伊保南小学校を分離。

## 通学区域
- 高砂市
  - 伊保東1-2丁目
  - 伊保1-4丁目
  - 伊保崎1-6丁目
  - 伊保崎南
  - 伊保港町
  - 今市1-2丁目
  - 中島1-2丁目（3丁目は米田小学校区）
  - 竜山1-2丁目
  - 松陽1-4丁目

## 周辺
- 高砂市役所
- 法華山谷川

## アクセス
- 山陽電気鉄道本線 伊保駅から北東へ300m
- じょうとんバス（高砂市コミュニティバス）山陽伊保駅バス停（31系統）から北東へ150m
- 兵庫県道718号明石高砂線（旧国道250号・通称旧浜国道）沿い

## 通学区域が隣接している学校
- 高砂市立荒井小学校
- 高砂市立米田小学校
- 高砂市立米田西小学校
- 高砂市立阿弥陀小学校
- 高砂市立中筋小学校
- 高砂市立曽根小学校
- 高砂市立伊保南小学校